# Mikania micrantha
Mikania micrantha é uma espécie de planta do gênero Mikania e da família Asteraceae. É uma planta tropical da família Asteraceae; conhecido como cipó amargo, trepadeira de cânhamo ou corda americana. Também é às vezes chamado de videira de milha por minuto (mile-a-minute vine)  (um apelido também usado para a Persicaria perfoliata não relacionada). É conhecido como Japani lota (জাপানী লতা) em Assam.
É uma trepadeira perene de crescimento vigoroso que se desenvolve melhor em áreas de alta umidade, luz e fertilidade do solo, embora possa se adaptar em solos menos férteis. As sementes semelhantes a penas são dispersas pelo vento. Um único talo pode produzir entre 20 e 40 mil sementes por temporada.
A espécie é nativa das zonas subtropicais da América.

## Descrição
A Mikania micrantha tem caules com nervuras que crescem até 6 metros de comprimento com folhas longas  de 4 a13 centímetros que têm uma base em forma de coração e um ápice pontiagudo. flores brancas  de  4.5–6.0 mm (0.18–0.24 in) crescem em cachos.
| Caule                       | Caule                                                           |
| --------------------------- | --------------------------------------------------------------- |
| ramo                        | volúvel/estriado/piloso                                         |
| medula                      | fistulosa/sólida                                                |
| Folha                       |                                                                 |
| filotaxia                   | oposta                                                          |
| estípula interpeciolar      | presente menor que 1 milímetros/presente maior que 2 milímetros |
| lâmina                      | triangular/ovada                                                |
| margem                      | crenada/denteada                                                |
| base                        | cordada                                                         |
| ápice                       | curtamente acuminado                                            |
| face adaxial                | glabrescente/esparso glandulosa                                 |
| face abaxial                | glabrescente/esparso glandulosa                                 |
| venação                     | actinódromo 5 nervura basal                                     |
| textura                     | membranácea                                                     |
| Inflorescência              |                                                                 |
| padrão das sinflorescências | corimbiforme                                                    |
| capítulo                    | pedicelado                                                      |
| bráctea sub involucral      | no ápice do pedicelo/lanceolada                                 |
| bráctea-involucral          | elíptica/lanceolada/ápice acuminado                             |
| Flor                        |                                                                 |
| limbo com lacínia           | igual o tubo                                                    |
| lacínia                     | triangular/glandular                                            |
| Fruto                       |                                                                 |
| cipsela                     | glandulosa                                                      |

## Espécies invasivas
Mikania micrantha é uma erva daninha difundida nos trópicos. Cresce muito rapidamente (tão rápido quanto 80 a 90 milímetros por cada 24 horas para uma planta jovem) e cobre outras plantas, arbustos e até árvores. Mikania é um problema no Nepal, cobrindo mais de 20% do Parque Nacional de Chitwan.
Várias medidas de controle contra Mikania foram tentadas pelo mundo. É moderadamente suscetível aos herbicidas 2,4-D e 2,4,5-T e paraquat Cuscuta, uma planta parasita, tem sido usada em Assam e Sri Lanka para suprimir a propagação de Mikania de terrenos baldios para plantações de chá. Outras medidas de controle incluem o fungo da ferrugem Puccinia spegazzinii e as espécies de tripes Liothrips mikaniae.
Um exemplo de seu sucesso pode ser visto em Hong Kong, onde registrado pela primeira vez em 1884, agora se espalhou por toda a região e invade seus parques rurais.

## Alelopatia
Os extratos de M. micrantha retardam a germinação e o crescimento de uma variedade de espécies de plantas. Pelo menos três sesquiterpenóides foram identificados que produzem este efeito.

## Doenças
Mikania micrantha é afetado por um vírus chamado Mikania micrantha wilt virus (MMWV), que é um Fabavirus.

## Usos
Os ganhos econômicos devidos relacionado a Mikania são escassos em comparação com a perda devido à sua infestação em vários ecossistemas. É usado como forragem em muitos países. Ovinos pastavam preferencialmente em Mikania na Malásia e outros bovinos também o apreciam. Em Kerala, na Índia, a erva daninha é utilizada como forragem em algumas partes do estado, especialmente durante o verão, quando a disponibilidade de grama é escassa. No entanto, Mikania é conhecido por causar hepatotoxicidade e danos no fígado em gado leiteiro. O efeito antibacteriano de Mikania e sua eficácia na cicatrização de feridas foram relatados. Em Assam (NE da Índia), as tribos Kabi usam o suco da folha de Mikania como antídoto para picada de inseto e picada de escorpião. As folhas também são usadas para tratar dores de estômago. O uso de suco de Mikania como agente curativo para coceira é relatado na Malásia. No entanto, em todos esses casos, as evidências terapêuticas são escassas ou inexistentes. Na África, as folhas de Mikania são usadas como vegetais para fazer sopas. A erva daninha é usada como cultura de cobertura em plantações de borracha na Malásia. Também é plantada em encostas para evitar a erosão do solo. Foi relatado que o adubo verde de Mikania aumenta a produção de arroz em Mizoram, na Índia. Estudos recentes mostraram que o Mikania não é adequado para cobertura morta e compostagem devido ao seu alto teor de água.